# Michael Sells
Michael Anthony Sells (n. 8 mai 1949, Montana, SUA) este un istoric și cercetător al religiilor american, care lucrează în prezent ca profesor de istorie și literatură islamică la instituția Divinity School a Universității din Chicago. Domeniile sale principale de cercetare și de predare sunt studiile coranice, sufismul, poezia de dragoste arabă și islamică, misticismul (grecesc, islamic, creștin și evreiesc) și violența religioasă.

## Activitatea de cercetare
El a finalizat o ediție nouă și extinsă a cărții Approaching the Qur'an: the Early Revelations (1999), care s-a aflat în centrul controversei Yacovelli v. Meser cu privire la programul de vară al University of North Carolina at Chapel Hill din 2002. A publicat, de asemenea, trei cărți despre poezia arabă, Desert Tracings: Six Classic Arabian Odes, Stations of Desire și The Cambridge History of Arabic Literature, Al-Andalus, pe care le-a coordonat și la care a contribuit. Studiile sale cu privire la misticism includ Early Islamic Mysticism, traduceri și comentarii ale unor pasaje mistice influente din Coran, hadith, poezia arabă și scrierile sufiste timpurii, precum și Mystical Languages of Unsaying, o cercetare a limbajului apofatic, cu o atenție specială acordată lui Plotin, Ioan Scotus Eriugena, ibn Arabi, Meister Eckhart și Marguerite Porete. A mai publicat două cărți despre violența religiei (The Bridge Betrayed: Religion and Genocide in Bosnia și The New Crusades: Constructing the Muslim Enemy), pe care le-a coordonat și la care a contribuit. Sells predă cursuri despre Coran, poezia de dragoste islamică, literatură mistică comparată, poezie arabă sufistă și ibn Arabi.

## Christoslavism
Michael Sells a susținut că mitologia religioasă a jucat un rol crucial în genocidul bosniac.:backcover El a scris astfel despre ideologia religioasă a christoslavismului::36
| “ | În secolul al XIX-lea cele trei mituri - convertirea la Islam fundamentată numai pe lașitate și lăcomie, reducerea stabilității grupurilor etnoreligioase în decursul secolelor și depravarea completă a stăpânirii otomane - au devenit fundamentul unei noi ideologii religioase, christoslavismul, credința că slavii sunt, prin natura lor, creștini și că orice convertire de la creștinism este o trădare a poporului slav. | ” |

Sells a argumentat că genocidul bosnian::89–90
| “ | era motivat și justificat din punct de vedere religios. Simbolurile religioase, mitologiile, miturile originii (rasa sârbă pură), simbolul patimilor (moartea lui Lazăr) și năzuința eshatologică (învierea lui Lazăr) au fost folosite de către naționaliștii religioși pentru a-l copia pe Miloš Obilić, răzbunându-se pe ucigașul lui Hristos, trădătorul de neam, străinul și, în mod ironic, „fundamentalistul” vecin acuzat în mod fals. Ideologia a fost exploatată nu numai în discursuri și manifesturi, ci și în ritualuri specifice de comitere a unor atrocități. Supraviețuitorii taberelor de concentrare relatează că, în cursul sesiunilor de tortură sau atunci când cerșeau apă, au fost obligați să cânte cântece naționaliste religioase sârbe reformulate pentru a reflecta conflictul contemporan. | ” |

Genocidul săvârșit de sârbi era considerat, prin urmare, o acțiune de purificare etnoreligioasă::51
| “ | Christoslavismul – premisa că slavii sunt, în esență, creștini și că convertirea lor la o altă religie este o trădare a poporului sau a rasei – a avut un rol esențial pentru ideologia genocidară elaborată în 1989. Christoslavismul îi plasează pe musulmanii slavi și pe orice creștin care i-ar tolera în rolul lui Iuda din Kosovo, Vuk Branković. El îi așază pe musulmanii slavi în afara hotarelor națiunii, rasei și oamenilor. Așa cum este înfățișat în poemul „Cununa munților”, el demonstrează ce se poate face împotriva celor considerați ca neoameni și care este, în anumite circumstanțe, o datorie religioasă și un act sacru de purificare. El transferă blestemul generalizat al Kosovo-ului asupra musulmanilor slavi, un blestem împotriva laptelui matern care le va permite să se înmulțească. În acțiunile lor de genocid săvârșite din 1992 până în 1995, Radovan Karadžić și discipolii săi au integrat tradiția kosovară, așa cum a fost transmisă prin Vuk Karadžić și prelucrată de Njegoš și Andrić, în ritualurile zilnice de purificare etnoreligioasă. | ” |

## Viața personală
Sells este de origine sârbă.

## Scrieri
- Sells, Michael (1994). Mystical Languages of Unsaying. Chicago: University of Chicago Press. ISBN 0226747875.
- Sells, Michael (1996). Early Islamic Mysticism. New York: Paulist Press.
- Sells, Michael (1998). The Bridge Betrayed: Religion and Genocide in Bosnia. University of California Press. ISBN 0-520-21662-8.
- Sells, Michael (2007). Approaching the Qur'an: The Early Revelations (ed. 2nd). Ashland: White Cloud Press. ISBN 978-1883991692.
- Qureshi, Emran; Sells, Michael, ed. (2003). The New Crusades. New York: Columbia University Press. ISBN 978-0-231-12667-0.

## Legături externe
- University of Chicago Homepage
- University of Chicago News Biography